# Det politiske parti
Det politiske parti (DPP) var ett satiriskt och direktdemokratiskt orienterat parti, som grundades den 17 september, år 2000, av de två norska komikerna Johan Golden och Atle Antonsen. De ställde upp i valet år 2001 med slogans som «Atle Antonsen: i arbete for hela folket» och «Johan Golden: din slav på tinget».
Av de etablerade partierna i Norge blev de avfärdade som ett dåligt skämt och ett hån mot demokratin. Partiet fick 19 457 röster, 0,8% av det totala antalet röster. I det norska skolvalet fick de cirka 5% av rösterna. Deras partilogga var ett paraply, en symbol för att de täckte in hela det politiska landskapet.